# 中尾茂夫
中尾 茂夫（なかお しげお、1954年3月6日 - ）は、日本の経済学者。現在は東京を離れ作家

## 略歴
長崎市生まれ。1976年長崎大学経済学部卒。京都大学大学院経済学研究科博士後期課程退学。1991年「国際金融市場の研究 国際金融市場の歴史と現代」で神戸大学・経済学博士。大阪経済大学講師、大阪市立大学経済研究所助教授、教授をへて、明治学院大学経済学部教授。

## 著書
- 『世界マネーフロー 国際金融市場の歴史と現代』同文館出版 1988
- 『ジャパンマネーの内幕』岩波書店 1991
- 『ドル帝国の世紀末 リスク回避がリスクを呼ぶ』日本経済新聞社 1993
- 『アジアシフトの時代 マネーからみる日本とアジア』創元社 1995
- "The Political Economy of Japan Money" University of Tokyo Press 1995
- 『円とドルの存亡 国際通貨史からみた日米のゆくえ』三田出版会 1996
- 『ビッグバン岐路に立つ日本マネー』日本放送出版協会 1998
- 『ドル支配は続くか』1998 ちくま新書
- 『金融の時代 日本の選択』日経BP社 1999
- 『FRB-ドルの守護神』2000 PHP新書
- 『ハイエナ資本主義』2002 (ちくま新書)
- 『トライアングル資本主義』東洋経済新報社 2006
- 『円は沈むのか? ジャパンマネーの行方』春秋社 2009
- 『米ドルの内幕』左右社 2011
- 『決断できる日本へ 3・11後の政治経済学』七つ森書館 2012
- 『入門世界の経済 グローバリゼーション500年の歴史から何を学ぶか』文眞堂 2013

### 監修・共編著
- 『日本経済再生の条件』監修 筑摩書房 2003
- 『中国金融システムの不良債権分析 国際金融市場におけるチャイナマネーの影響力』大平浩二, 宋立水共編著 中央経済社 2007

## 論文
- ＜中尾茂夫